# Morchella spongiola
Morchella spongiola är en svampart som tillhör divisionen sporsäcksvampar, och som beskrevs av Boud.. Morchella spongiola ingår i släktet Morchella, och familjen Morchellaceae. Arten är reproducerande i Sverige.